# Tillandsia xerographica
Tillandsia xerographica és una espècie de planta bromeliàcia que és planta nativa del sud de Mèxic, El Salvador, Guatemala i Hondures. L'epítet específic deriva del grec ξηρός (xeros), que significa "sec," i γραφία (graphia), que significa "escrivint." Està inclòs en el subgènere Tillandsia.
T. xerographica és de creixement lent, una epífita xeròfila. Les fulles grises platejades són més amples a la base que a la punta fent una roseta atractiva d'un metre o més de diàmetre i d'un metre d'alt quan floreix

## Cultivars
- Tillandsia 'Betty' (T. xerographica × T. brachycaulos)[4]
- Tillandsia 'Fireworks' (T. xerographica × T. roland-gosselinii)[4]
- Tillandsia 'Silver Queen' (T. jalisco-monticola × T. xerographica)[4]
- Tillandsia 'Silverado' (T. chiapensis × T. xerographica)[4]